# Wichmann III.
Wichmann III. (* wahrscheinlich zwischen 955 und 960, † 5. Oktober 1016 bei Burg Upladen, heute Montferland) war ein sächsischer Graf aus der Sippe der Billunger.

## Herkunft und Familie
Erstmals sicher urkundlich fassbar wird er am 9. Februar 989, als er in einer Urkunde Kaiser Ottos III. als Vogt des Stifts Borghorst auftritt. Vielleicht kam er schon 979 in den Quellen vor, als Kaiser Otto II. seiner Frau Theophanu in pago Ambraga in comitatu Wichmanni den Ort Pateleke (Bilderlahe, östlich Bad Gandersheim) schenkte. Die Vermutung, Wichmann sei ein Sohn des Grafen Ekbert des Einäugigen, lässt sich nicht aus historischen Quellen belegen. Wichmanns Mutter ist unbekannt. Sein möglicher Onkel Graf Wichmann II. fiel 967 als Reichsfeind im Kampf auf Seiten der Slawen gegen den  Piastenfürsten Mieszko I. Wichmann III. war sowohl mit den Ottonen als auch mit den sächsischen Herzögen eng verwandt. Sein mutmaßlicher Großvater Graf Wichmann der Ältere war ein Bruder von Hermann Billung. Die Frau Wichmanns des Älteren und somit Großmutter Wichmanns III. war eine Schwester der Königin Mathilde.
Wichmann III. war mit einer Tochter des Präfekten Gottfried verheiratet, die mutmaßlich mit Reinmod (Reinmoud, Reginmuod, Reginmodis, Renmed, Richmoet, Richmod), einer Cousine des Grafen Balderich von Drenthe zu identifizieren ist. Balderich war seinerseits in zweiter Ehe mit Adela von Hamaland vermählt, der Mutter des Bischofs Meinwerk von Paderborn.
Wichmann III. hatte eine Tochter Frederuna (Vrederuna) und einen bei seinem Tod 1016 noch minderjährigen Sohn, der Gottfried (wie der Vater seiner Mutter) oder ebenfalls Wichmann hieß. Ältere Söhne oder Brüder von Wichmann III. können bei dessen Tod nicht mehr gelebt haben, denn die Vormundschaft übernahm Herzog Bernhard II. Wichmanns Sohn ist vermutlich früh gestorben, denn er hat keines der Vogteiämter seines Vaters übernommen. Eine Tochter oder Enkelin Wichmanns III. dürfte Richenza gewesen sein, die zunächst den Grafen Hermann von Werl und dann Otto von Northeim, zeitweilig Herzog von Bayern, heiratete.

## Leben und Wirken
Wichmann muss auch Hoheitsrechte in Friesland gehabt haben, da dort eine umfangreiche Münzprägung mit dem Namen WICHMAN COMES stattfand, die früher irrtümlich Vreden zugeschrieben wurden, nach Machart und Fundorten jedoch aus Friesland sein muss.
1001 schenkte Otto III. dem Bistum Hildesheim die Burg Dahlum (in Königsdahlum, südlich von Hildesheim) in pago Hastfala sive Ambargau in comitatu filiorum Ekbrahti comitis et nepotis nostri. 1009 war Wichmann III. im Besitz von Dahlum.
Wichmann begleitete Otto auf seinem dritten Italienfeldzug und geleitete den toten Regenten nach dessen Tod im Jahr 1002 zusammen mit den Reichsinsignien zurück in deutsche Gefilde.
Wichmann war nicht nur Vogt über das Stift Borghorst (gegründet 968), sondern auch über das Stift Metelen (gegründet 889) und wahrscheinlich auch über das Stift Vreden (gegründet 839), beides ebenfalls billungisch geprägte Klöster. 993 bestimmte der spätere Kaiser Otto III. auf Bitten der beiden Vettern Herzog Bernhard I. und Graf Ekbert die Herzogstochter Godesti zur Äbtissin und Wichmann III. zum Vogt des Stifts Metelen. 1014 verhinderte Wichmann III. im Königsgericht zu Allstedt, dass Kaiser Heinrich II. eine Elbinsel aus dem Erbe des Markgrafen Werner von Walbeck dessen Feind und Nachfolger Markgraf Bernhard zusprach.
Anfang 1016 nahm Wichmann an der Sühne Balderichs und dessen Frau Adela für die Ermordung von Adelas Sohn Dietrich von Hamaland teil, den die beiden im Jahre 1014 durch seine eigenen Ministerialen hatten erschlagen lassen.

## Tod und Begräbnis
Am 5. Oktober 1016 fiel Wichmann III. selbst den Ränken Balderichs und dessen Frau Adela zum Opfer. Er wurde auf dem Heimweg von einem Treffen auf Balderichs Burg Upladen, nicht weit von der Burg entfernt, erschlagen. Im Hauskloster der Billunger wurde seiner an diesem Tag mit Vuichmannus com et occisus gedacht. Wichmann III. wurde aber nicht in St. Michael in Lüneburg, sondern nach Thietmar von Merseburg in Vreden (Fretheni civitatem) bei seinen Vorfahren begraben. Tatsächlich wurde bei Ausgrabungsarbeiten in den Jahren 1949–1951 unter der Krypta der im Krieg zerstörten Vredener Pfarrkirche St. Georg ein Grab gefunden, das mit einer gewissen Wahrscheinlichkeit Wichmann zugeschrieben werden kann, zumal der Schädelknochen des Toten eine Fraktur aufwies. Thietmars Formulierung, dass Wichmann ad patres suos beigesetzt wurde, lässt sich verstehen, wenn der Stiftsgründer Walbert, wofür einiges spricht, selbst ein Angehöriger der Billunger war.

## Nachwirken
Wichmanns III. Witwe und ihre Tochter stifteten im Münsterland in der Zeit zwischen 1022 und 1032 sieben Kirchen:
- Bentlage (Rheine)
- Ichter (Nordkirchen-Capelle)
- Handorf
- Uentrop
- Coerde
- Appelhülsen
- Varlar

## Quelle
- Thietmar von Merseburg: Chronik., übersetzt von Werner Trillmich (Freiherr vom Stein-Gedächtnisausgabe 9) Darmstadt 1957.